# Family (televisieserie)
Family is een Amerikaanse dramaserie die door ABC uitgezonden werd van 1976 tot 1980. Het was bedoeld als een zesdelige miniserie, maar door de aanvankelijk hoge kijkcijfers werden er uiteindelijk 86 afleveringen geproduceerd. De serie portretteerde een traditioneel gezin met realistische, geloofwaardige personages en werd bekroond met meerdere prijzen, waaronder vier Primetime Emmy Awards.

## Verhaal
Kate en Doug Lawrence zijn een echtpaar uit de hogere middenklasse met drie kinderen: Nancy, Willie en Letitia, bijgenaamd "Buddy". Hun vierde kind, Timmy, stierf op 10-jarige leeftijd bij een bootongeluk, vijf jaar voor het eerste seizoen.
Doug is een kalme, standvastige advocaat met de ambitie om rechter te worden. Kate is huisvrouw, maar wanneer ze genoeg heeft van de dagelijkse sleur gaat ze opnieuw naar de universiteit om muziek te studeren  en uiteindelijk gaat ze aan de slag als docent op Buddy's highschool. Willie is een aspirant-schrijver die stopt met zijn studies om een scenario te schrijven. Zijn vele liefdesaffaires waren het onderwerp van heel wat afleveringen. De jongste dochter Buddy is een tomboy, hoewel ze soms overweegt om zich wat vrouwelijker te gedragen. Ze is een loyale vriendin, meelevend naar anderen en geliefd bij haar klasgenoten. De oudste dochter Nancy heeft haar man Jeff betrapt op overspel en na hun scheiding verhuist ze met haar zoontje Timmy weer naar het familiepension en gaat ze rechten studeren.
De verhaallijnen waren vaak actueel en behandelden onderwerpen zoals borstkanker, dilemma's over het wel of niet hebben van seks, homoseksualiteit en lesbianisme, alcoholisme en dementie. In een aflevering uit 1979 is Henry Fonda te zien als Dougs vader, James Lawrence, die cognitieve achteruitgang begint te ervaren. Twee jaar later won Fonda een Oscar voor zijn rol in On Golden Pond, waarin hij een vergelijkbaar personage speelt.

## Rolverdeling
Legenda
 = Hoofdrol
 = Bijrol
 = Gastrol
 = Geen rol
| Acteur               | Personage                | S1 | S2 | S3 | S4 | S5 |
| -------------------- | ------------------------ | -- | -- | -- | -- | -- |
| Sada Thompson        | Kate Lawrence            | 6  | 22 | 23 | 22 | 13 |
| James Broderick      | Doug Lawrence            | 6  | 22 | 23 | 22 | 13 |
| Gary Frank           | Willie Lawrence          | 6  | 22 | 23 | 22 | 13 |
| Kristy McNichol      | Letitia "Buddy" Lawrence | 6  | 22 | 23 | 22 | 13 |
| Elayne Heilveil      | Nancy Lawrence Maitland  | 6  |    |    |    |    |
| Meredith Baxter      | Nancy Lawrence Maitland  |    | 22 | 19 | 13 | 8  |
| Quinn Cummings       | Annie Cooper             |    |    | 1  | 22 | 13 |
| John Rubinstein      | Jeff Maitland            | 6  | 2  | 4  | 1  | 1  |
| Michael Schackelford | Timmy Maitland           |    | 14 | 6  | 5  | 6  |
| David Schackelford   | Timmy Maitland           |    | 4  |    |    |    |
| Louise Foley         | Audrey Pfeiffer          |    | 2  | 5  | 6  | 5  |

1. ↑  Als een ander personage

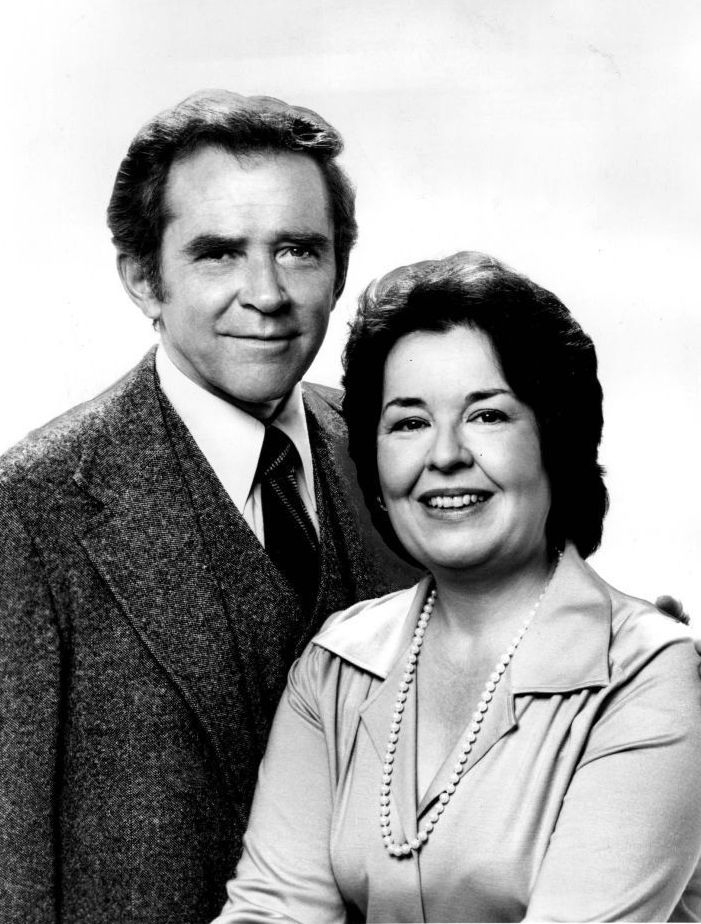
Doug en Kate Lawrence
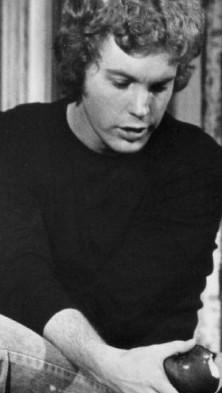
Willie Lawrence
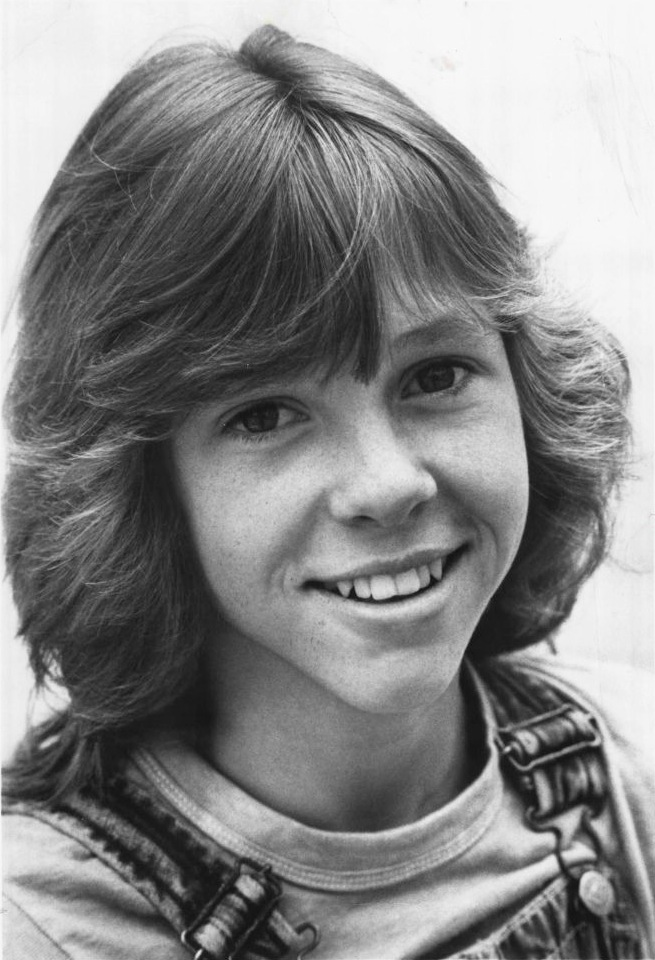
Buddy Lawrence
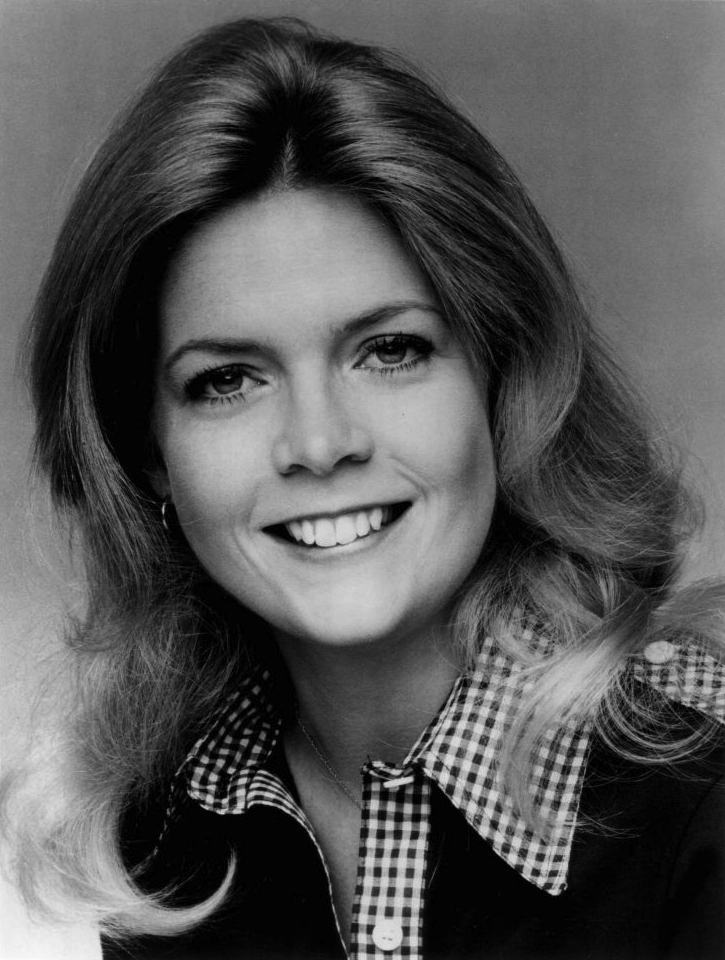
Nancy Lawrence Maitland

## Afleveringen
Het eerste seizoen bestaat uit 6 afleveringen en werd door ABC uitgezonden van 9 maart tot en met 13 april 1976. Het tweede seizoen, bestaande uit 22 afleveringen, werd uitgezonden van 6 oktober 1976 tot en met 3 mei 1977. Het derde seizoen van 23 afleveringen liep van 13 september 1977 tot en met 16 mei 1978 en het vierde seizoen van 22 afleveringen liep van 21 september 1978 tot en met 17 mei 1979. Het vijfde en laatste seizoen was een verkort seizoen van slechts 13 afleveringen, dat van 11 december 1979 tot en met 25 juni 1980 werd uitgezonden.
Zeven jaar na de stopzetting van de serie was er sprake van een televisiefilm met een reüniethema, maar door een staking van scenarioschrijvers is die er nooit gekomen.

## Ontvangst
Toen Family voor het eerst op antenne kwam noemden televisiecritici het een zeldzame kwaliteitsreeks in de programmering van ABC, waartoe ook Happy Days, Laverne & Shirley en andere programma's  van Spelling-Goldberg Productions behoorden, zoals Charlie's Angels en Fantasy Island.
In het vierde seizoen hadden sommige critici kritiek op de richting die de serie uitging en vonden dat ze te afhankelijk was geworden van seksgerelateerde verhaallijnen. In het voorjaar van 1979 verplaatste ABC de serie naar de vrijdagavond waardoor de kijkcijfers een forse duik namen.